# 3JS
3JS (voor hun doorbraak bekend als 3J's) is een Nederlandse band uit Volendam, die bestaat uit Jan Dulles, Jaap Kwakman en Robin Küller. De band werd landelijk bekend na het succes van hun debuutalbum Watermensen uit 2007. Daarna volgden tal van hits, waaronder Wiegelied, Wat is dromen en Geloven in het leven. Anno 2024 heeft 3JS al twaalf studioalbums op zijn naam staan.
In 2011 deed het trio namens Nederland mee aan het Eurovisiesongfestival met het nummer Never alone.

## Geschiedenis
In 2002 richtten zanger Dulles en gitaristen Kwakman en Jaap De Witte een band op onder de naam 3JS. De naam van de band is gebaseerd op de voornamen van de toenmalige leden.
De drie kennen elkaar sinds 1996. Vanaf 2002 traden zij lokaal op onder de naam 3JS. De Witte was op dat moment al 25 jaar actief als muzikant. Kwakman was druk bezig als sessiegitarist en speelde op veel cd's van andere artiesten (Twarres, Volumia!, Sita Vermeulen, Mirjam Timmer, The Cats e.v.a.). Ook was hij te vinden in de theaters als gitarist. Dulles leende zijn stem regelmatig aan Jan Akkerman bij liveoptredens en vertolkte de rol van Judas in een lokale uitvoering van de musical Jesus Christ Superstar. Deze uitvoering kwam in beperkte oplage op de markt. Naast 3JS hadden Dulles en Kwakman nog een zijproject genaamd Bluebus. Met deze band maakten ze een rockalbum, Sex and Other Mindgames, dat nooit is uitgekomen. Na een aantal jaren en diverse samenstellingen, deden ze mee met een prijsvraag op 3FM: een optreden in het voorprogramma van Bon Jovi op 13 mei 2006 was het gevolg. Daarna schreven ze een lied voor de Amerikaanse groep Venice. Kort hierna besloten Dulles en Kwakman een punt achter Bluebus te zetten om zich samen met De Witte volledig te richten op 3JS.

### Watermensen (2007-2008)
Op 8 juni 2007 bracht de band zijn eerste studioalbum Watermensen uit. Dit album werd volledig in eigen beheer opgenomen. Alle composities zijn van eigen hand en de productie namen ze ook voor eigen rekening. Het album bracht de bescheiden hits Kom, Net alsof, Een met de bomen, Watermensen en Wiegelied voort en werd een groot succes. De plaat kwam op 6 juli binnen op nummer 6 in de Album Top 100 en stond 87 weken in deze lijst genoteerd.
In de zomer van 2007 werd er op RTV Noord-Holland een achtdelige, wekelijkse docusoap uitgezonden over de band onder de naam 3JS komen eraan. In september waren ze te zien in het televisieprogramma Jan Smit, de zomer voorbij. Ook in de televisieseizoenen 2008 en 2009 was het trio vaste gast in het reisprogramma van Smit.
Op maandag 21 januari 2008 ontvingen de heren samen met Alain Clark, Wouter Hamel, Nick & Simon en Thomas Berge een originele Rembrandt. Deze prijs wordt toegekend door de Stichting Nederlandse Muziek aan albums die zich onderscheiden door oorspronkelijke teksten en composities. Een dag later werd bekend dat ze een Zilveren Harp 2007 hadden gewonnen. Beide prijzen werden gewonnen voor hun debuutalbum Watermensen.

### Kamers van m'n hart (2008-2009)
In oktober 2008 kwam het tweede album, Kamers van m'n hart, uit. De eerste single, Hou van mij, werd een top 10-hit in de Single Top 100. Het album werd net als zijn voorganger goed ontvangen en kwam in de eerste week op nummer 4 binnen in de albumlijst. Kamers van m'n hart hield het vervolgens veertig weken vol in de albumlijst. Het bracht naast Hou van mij ook de bescheiden hitsingles Kamers van m'n hart, Bevlogen als vogels en Vandaag ben ik vrij/Alles overnieuw voort. Eind 2009 wist de 3JS voor het eerst de NPO Radio 2 Top 2000 te bereiken met het nummer Watermensen, afkomstig van het gelijknamige debuutalbum.

### Dromers en dwazen (2010-2011)
Het derde album van de 3JS is in het voorjaar van 2010 verschenen en werd voorafgegaan aan de eerste single Loop met me over zee. Na de eerste twee albums wist ook Dromers en dwazen de top 10 van de Nederlandse albumlijst te bereiken. De plaat reikte zelfs tot in de top 3, een prestatie die de voorgangers niet lukte. Na de eerste single werd Geloven in het leven uitgebracht.
Met de single Wat is dromen, een duet met zangeres Ellen ten Damme, scoorde het trio eind 2010 hun eerste nummer 1-hit in de Single Top 100. Naast Ten Damme zijn ook bandoneonspeler Carel Kraayenhof en Simon Keizer te horen. Daarnaast was het duet de eerste Top 40-hit voor het trio.
Tevens gaven 3JS met live band hun eerste Heineken Music Hall concert (Hoger Harder Verder) op 30 oktober 2010. Hierbij gastoptredens onder andere van Ellen ten Damme, The Lau (The Scene), Rowwen Heze en Racoon.

#### Eurovisiesongfestival
In juli 2010 werd bekend dat de 3JS Nederland zouden vertegenwoordigen op het Eurovisiesongfestival van 2011 in Duitsland. De band werd eerder gevraagd om deel te nemen aan het muziekfestival in 2009 en 2010. Voor beide edities bedankten zij voor de eer.
Op 30 januari 2011 vond de nationale voorronde plaats, waarin de band vijf nummers voor het songfestival presenteerde: Je vecht nooit alleen, Ga dan niet, De stroom, Toen ik jou vergat en Weelderig Waardeloos. Een vakjury en het Nederlandse publiek kozen voor Je vecht nooit alleen, dat de band in een Engelstalige versie opvoerde in Düsseldorf. De 3JS werden 19e en dus tevens laatste in hun halve finale. Met hun 13 punten (waarvan 8 van België) hadden ze de minste punten van alle deelnemers in alle ronden van het festival en kwamen ze dus ook in het algehele klassement van deze editie van het songfestival op de laatste (43ste) plaats te staan.
De nummers die de 3JS speelden tijdens de nationale voorronde van het songfestival, werden uitgebracht op een speciale editie van het album Dromers en Dwazen. Tijdens hun tweede Hoger Harder Verder-concert in de Heineken Music Hall op 29 oktober 2011 traden Miss Montreal, de Nederlandse singer-songwriter Bertolf en de Italiaan Raphael Gualazzi op.

### 4 Elementen/Totzoverder (2012-2013)
Op 27 januari 2012 werd het album 4 Elementen uitgebracht, voorafgegaan op 6 januari met de single De weg. Een week later start ook de theatertoer 4 Elementen.
Samen met Elske de Walle zong Dulles het nummer Geef mij een naam.
In maart 2012 kwam de tweede single uit: Bij hoog en laag. Deze bleef steken in de tipparade. Vervolgens kwam in juli 2012 de derde single uit: Voor eens en altijd. 
Op 7 januari 2013 werd bekend dat Jaap de Witte de band noodgedwongen heeft moeten verlaten. Zijn zoon Jan wordt de nieuwe vaste gitarist van de 3JS. Zijn vader blijft nog wel betrokken door middel van het schrijven en componeren van nummers. Op 25 januari 2013 verscheen het verzamelalbum Totzoverder met de beste 20 nummers. In mei 2013 waren de 3JS drie avonden te gast bij De Toppers in de Amsterdam ArenA.

### Dichter bij de horizon (2013)
Medio augustus 2013 komen 3JS in nieuwe bezetting met hun eerste single met de titel Til me op. In november volgt hun tweede single Verdwaald. Deze beide singles zijn terug te vinden op het in december 2013 uitgekomen vijfde studioalbum met de titel Dichter bij de horizon. Dit is tevens de titel van hun vijfde theatertour. Na Akoesteren, Pluche Zweet en Tranen, 4 Elementen en Bronnen speelden de heren in het eerste kwartaal van 2014 in zo'n 30 Nederlandse theaters.
Op 30 januari 2014 kwam de derde single uit van dit album. Deze keer een duet met de Belgische Bart Herman getiteld Man in de spiegel. Tevens komen er op deze en de volgende singles een aantal liedjes van Bluebus te staan die de heren opnieuw hebben opgenomen.
Meer dan 80 liedjes van 3JS kwamen in de Volendammer Top 1000 terecht, een hitlijst die in 2013 werd samengesteld door een groot aantal lokale radio- en televisiestations in Noord-Holland.

### 7 (2015)
Voor het album 7 koos 3JS voor een akoestisch geluid. In de voorbereiding daarop vertrok de band voor een werkreis naar Los Angeles, Californië, waar verschillende liedjes uit voortkwamen en inspiratie werd opgedaan voor het muzikale werk. Het materiaal werd uiteindelijk grotendeels opgenomen bij Studio Arnold Mühren in Volendam met hun band in een 'live-setting'. Daarbij was Attie Bauw betrokken als producer. Bekende tracks van 7 zijn de singles Grenzeloos, Samen door en Pas dan laat ik je gaan.

### NU (2018)
Het album NU kwam tot stand in samenwerking met producer Oscar Holleman, die eerder onder andere werkte met de bands Krezip en Kovacs. Er kwam een wat ander geluid en manier van produceren in naar voren dan de fans gewend waren. De band maakte voor dit werk vaker gebruik van invloeden van buitenaf. Zo werd de openingstrack Misschien niet nu geschreven samen met Diggy Dex.
Het nummer Mensen van dit album werd bekend. Een ander bijzonder liedje van NU is De betere jaren. Jan Dulles vertelde later dat de tekst hiervan gaat over het ziekteproces dat zijn inmiddels overleden vader doormaakte, die leed aan de ziekte van Alzheimer. Dit album was het laatste waaraan Jan de Witte als bandlid meewerkte. Op 19 april 2019 maakt 3JS bekend dat hij de band zou gaan verlaten. Hij besloot zich te gaan concentreren op zijn soloproject BLANKO. Na de theatertour Heroes of Music en de shows in Caprera volgde Robin Küller hem op.

### De Aard Van Het Beest (2020)
In 2019 kwam 3JS terug met de single De toekomst, dat het eerste nummer van het album De aard van het beest is. In het maakproces daarvan was voor het eerst de invloed van het nieuwe bandlid Robin Küller in de studio merkbaar. Hij legde onder andere de basis voor de single Wat je mist. 3JS koos voor dit album vanwege de coronapandemie voor een unieke manier van presenteren; door middel van een uitzending die via een livestream te volgen was. Dorpsgenoot Kees Tol presenteerde de show en interviewde daarbij de band over het muzikale werk. 3JS wilde graag een 'zomers' en 'zonnig' album maken. Anders bekende nummers ervan zijn onder meer Dansen tot het over is en Het kind in mij. Voor het nummer De brug werkte de band samen met medeoprichter Jaap de Witte.
In 2021 volgde er nog een 'deluxe-uitvoering' van het muzikale werk. Daarbij werd er onder meer nog een nieuwe compositie aan toegevoegd. De aanleiding daarvoor was het overlijden van Dulles' dochtertje Donna-Maria, resulterend in het nummer Vreemde leegte. Ondanks de uiterst verdrietige aanzet tot het liedje, voelden vele lotgenoten zich erdoor gesteund. De band speelde het nummer later ook in een live-uitzending van Humberto.

### Mooie tijden (2023)
Bij het maken van het album Mooie tijden ging een langgekoesterde wens van de band in vervulling: opnemen in een Amerikaanse studio met lokale musici. De bevriende Lori Lieberman bracht 3JS in contact met de producer Bob Clearmountain.
Daarnaast speelden op dit album de sessiemuzikanten Sean Hurley (basgitaar), Victor Indrizzo (drums), David Delhomme (toetsen), Greg Leisz (pedal steel) en Davey Chegwidden (percussie). In een studio in Los Angeles werden met hen in acht dagen veertien nieuwe nummers opgenomen. Daarvan koos de band er tien uit die de selectie voor Mooie tijden haalden. Vanwege de samenwerking met bovengenoemden, kent dit album een Americana-geluid.

## Trivia
- De 3JS brachten voor het succes van Watermensen nog twee andere albums uit. De albums, genaamd Dansen op de Dijk en Liedjes in de toon van het leven, waren alleen in eigen beheer verkrijgbaar. Op de schijfjes stonden veel nummers die ook op de cd Watermensen staan.[8]
- Het nummer Dansen met de geesten van de 3JS werd als titelsong gebruikt van het TROS-televisieserie De bende van Sjako.[9]
- De 3JS hebben met hetzelfde liedje op nummer één gestaan in de Single Top 100 in twee verschillende talen, nl. op 12 februari 2011 in het Nederlands: Je vecht nooit alleen en op 19 maart 2011 met de dubbele A-kant: Je vecht nooit alleen/Never alone in het Nederlands en het Engels.